# Musée du Fort Rif de Willemstad
Le Musée du Fort Rif est un musée situé à Willemstad sur l'île de Curaçao. Il fait partie du centre historique de Willemstad, classé au patrimoine mondial de l'UNESCO.

## Historique
Au début du XIXe siècle, les fortifications de Curaçao étaient presque toutes délabrées. Une proposition de restauration a suscité l’intérêt du roi Guillaume Ier des Pays-Bas et, en 1824, il chargea le général de retraite Krayenhoff de préparer un plan de restauration. Sous la direction de Krayenhoff, le fort Rif et le fort de l'eau, situés sur la rive opposée, ont été construits en 1828/1829. Il a été construit pour protéger l'entrée de la baie Sainte-Anee et la partie extérieure du quartier d'Otrabanda.
Lorsque le fort fut achevé, il était à l'épreuve des bombes et armé de 56 canons, de casernes, d'une poudrière et d'un réservoir d'eau. Devant le fort se trouvait un petit dôme à l'épreuve des bombes où était conservée la chaîne qui avait été utilisée pour sceller l'entrée du port.
En 1942, le fort était armé de deux mitrailleuses de 37 mm. Plus tard, il abritait des institutions gouvernementales et un commissariat de police.

## Aujourd'hui
C’est un endroit historique permettant de rencontrer l'histoire de l’île, de la ville et en particulier des forteresses. À l’heure actuelle, le Fort est un lieu de villégiature et un centre commercial.